# Caledonit
Caledonit – rzadki minerał wtórny z grupy siarczanów. 
Nazwany na cześć starodawnej nazwy Szkocji - Caledonii, gdzie po raz pierwszy został odkryty w 1832 roku. Jest węglanowym analogiem wiskontytu.

## Właściwości
Krystalizuje w układzie rombowym. Charakteryzuje się słupkowym, igiełkowym i włóknistym pokrojem. Wykształca kryształy narosłe i naskorupienia. Występuje w kolorach między zielonym a niebieskim. Posiada najczęściej szklisty połysk. Jest minerałem kruchym, przezroczystym bądź półprzezroczystym. Jest piezoelektryczny. Rozpuszczalny w kwasie azotowym. 

## Występowanie
Jest minerałem wtórnym występującym w strefie utleniania kruszców ołowiu oraz miedzi w suchym klimacie. Towarzyszą mu najczęściej linaryt, cerusyt, kwarc, anglezyt, azuryt, malachit, galena, brochantyt oraz leadhillit. Bogate złoża występują we Francji, Niemczech, Austrii, Australii, Włoszech, Hiszpanii, Wielkiej Brytanii i Stanach Zjednoczonych. 